# Subaru Outback
De Subaru Outback is een sports utility vehicle (SUV) van het Japanse automerk Subaru. De Outback is gebaseerd op de Subaru Legacy en verscheen aanvankelijk als Subaru Legacy Outback maar wordt sinds 2003 als zelfstandig model gevoerd. In Nederland wordt het model alleen als stationwagen aangeboden, terwijl er in de Verenigde Staten en Japan tot 2014 ook een sedanversie leverbaar was.
De verschillen met de Legacy zitten in de grotere bodemvrijheid en enkele kunststof bekledingspanelen op de carrosserie. Zoals de meeste Subaru-modellen heeft de Outback permanente vierwielaandrijving.

## Type BG (1996-1999)

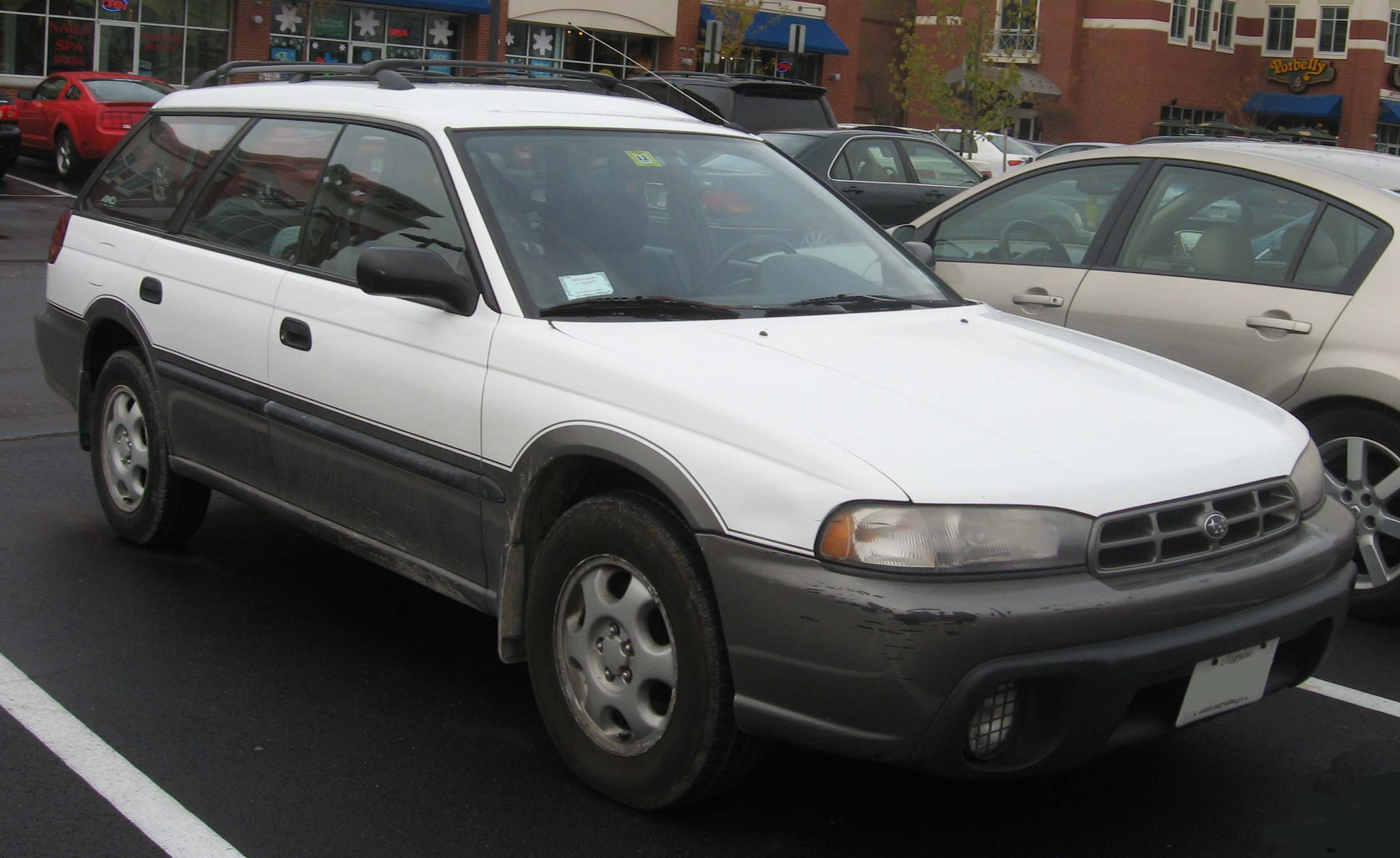
Subaru Legacy Outback stationwagen (1996-1999)
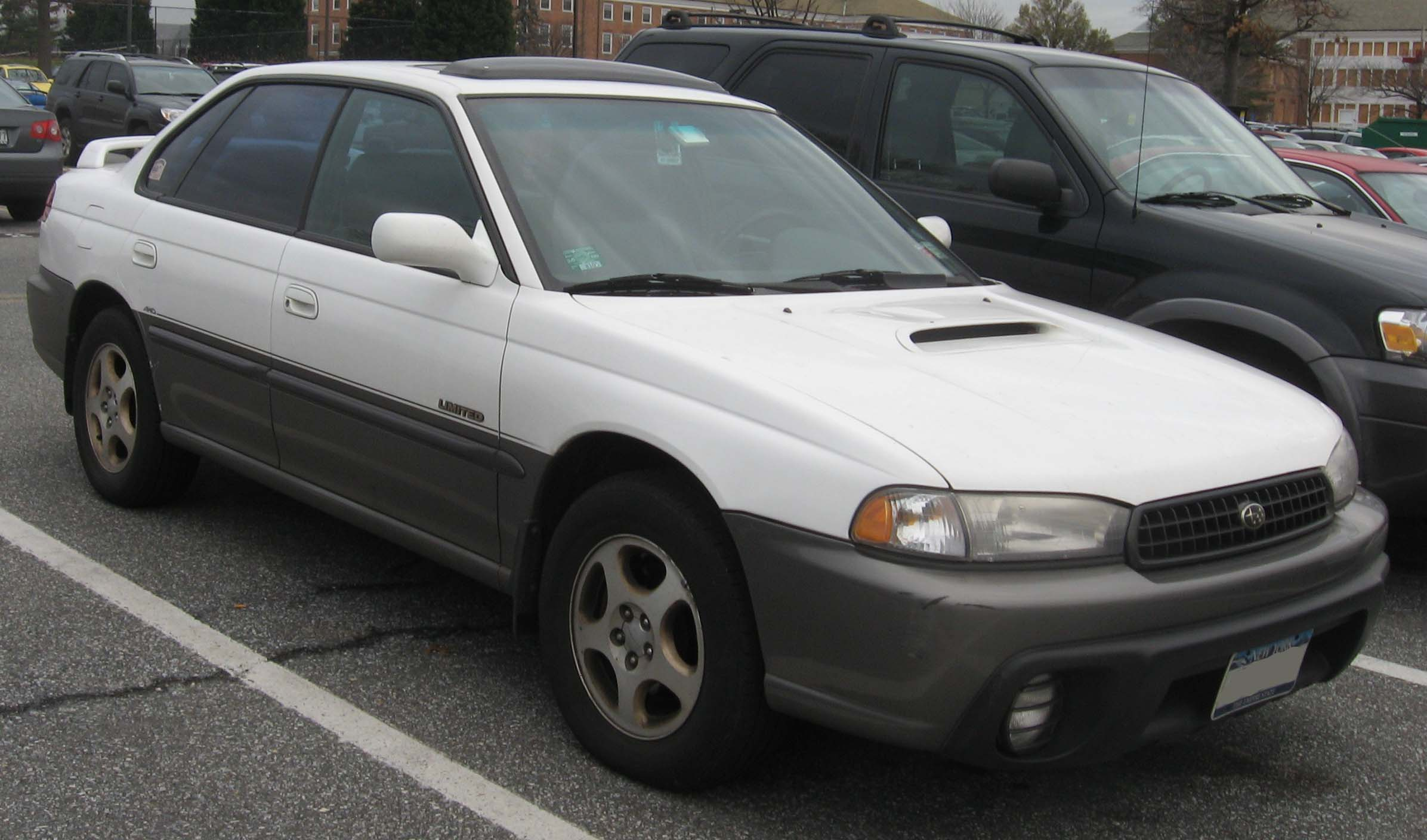
Subaru Legacy Outback sedan Turbo (1996-1999, alleen VS)

Eind 1996 werd een offroadvariant van de Legacy aangeboden, die in de eerste versie Legacy Outback heette. Het was een van de eerste automodellen die de praktische kenmerken van een stationwagen combineerde met de robuuste kenmerken van een terreinwagen.
Bij de lancering was er een 2.5-liter boxermotor met 110 kW (150 pk) beschikbaar. Dit zou de enige motorisering van deze generatie blijven. Eind 1999 werd de eerste Outback-generatie vervangen.

## Type BH (1999-2003)

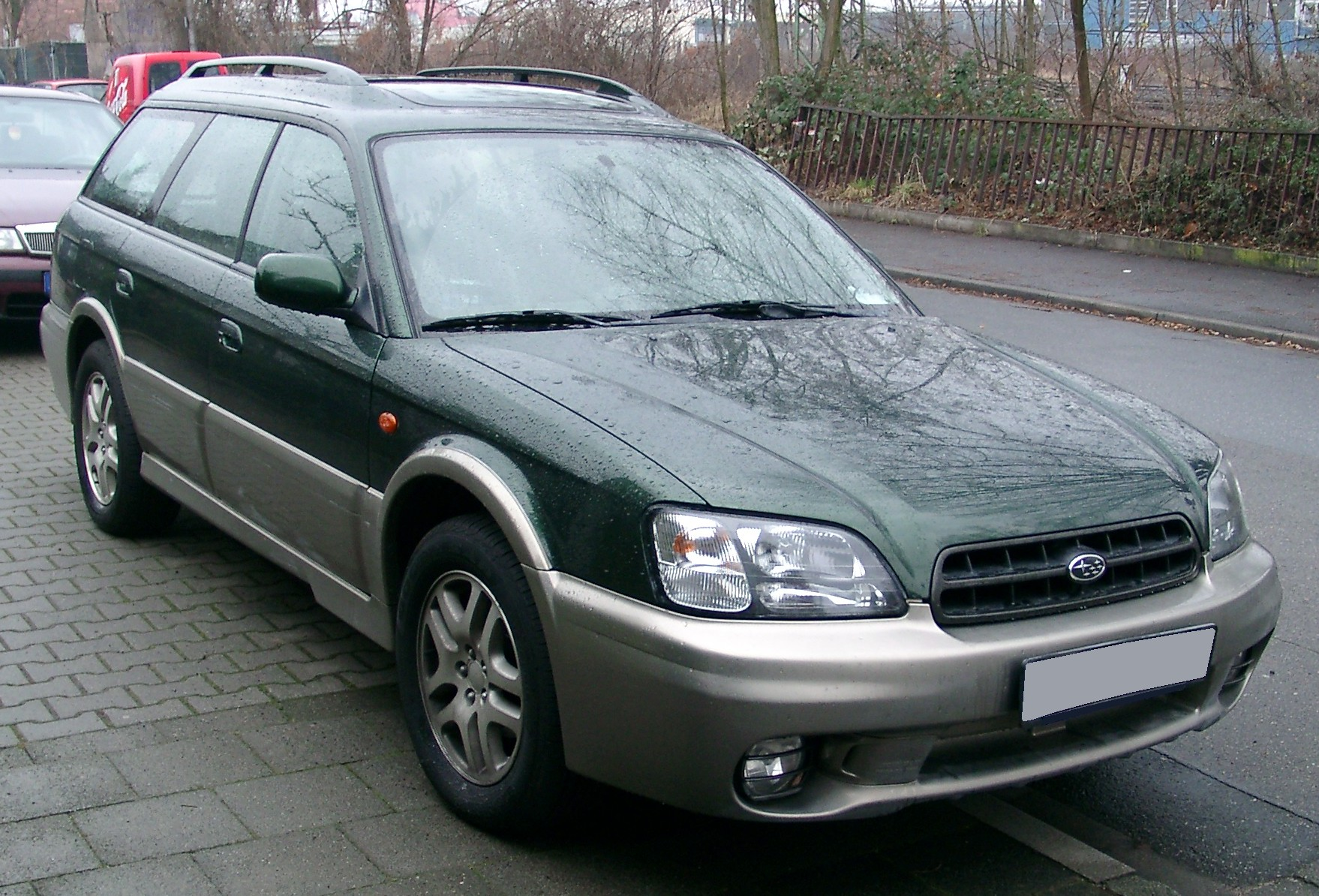
Subaru Legacy Outback stationwagen (1999-2003)
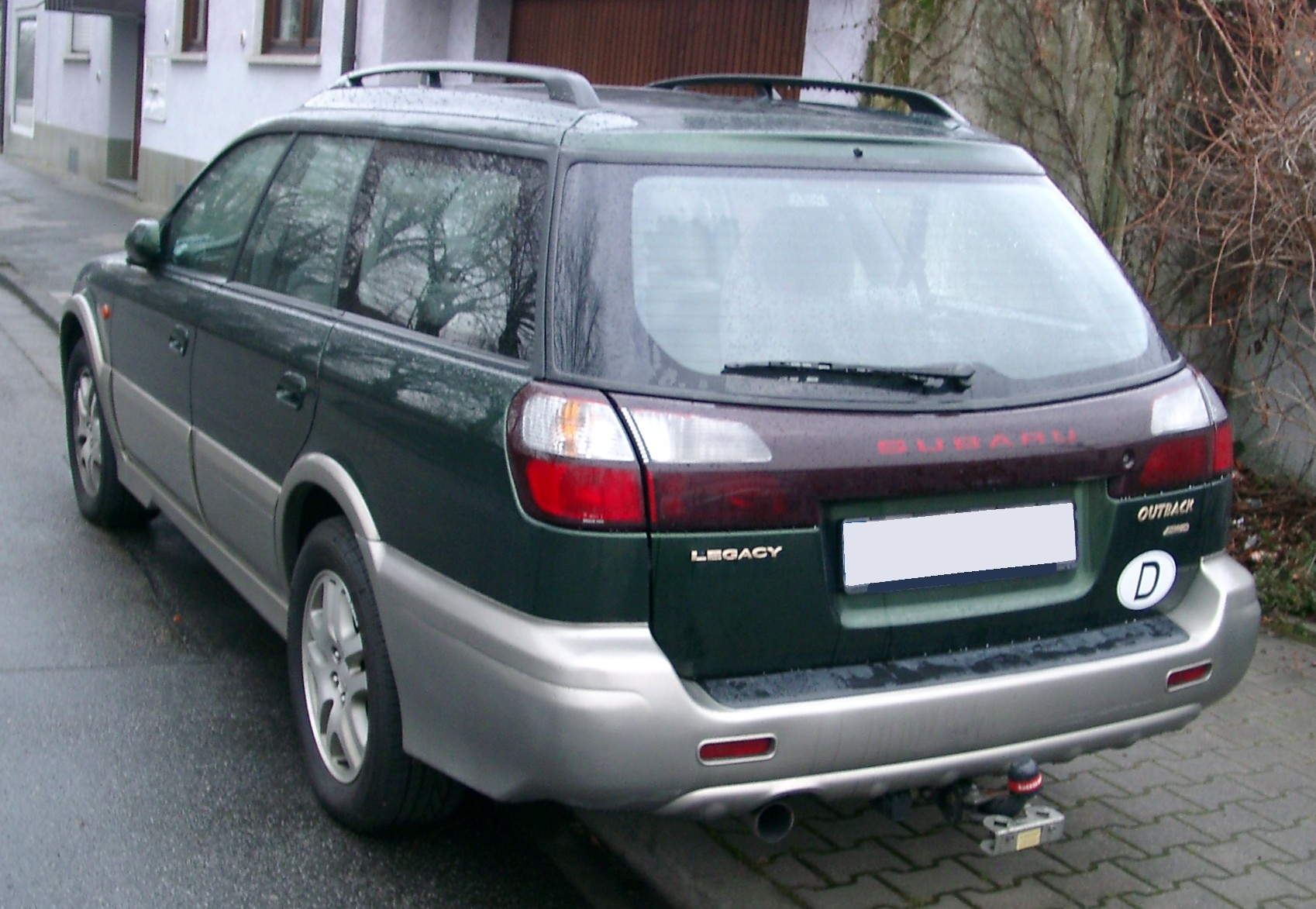
Subaru Legacy Outback stationwagen (1999-2003), achteraanzicht
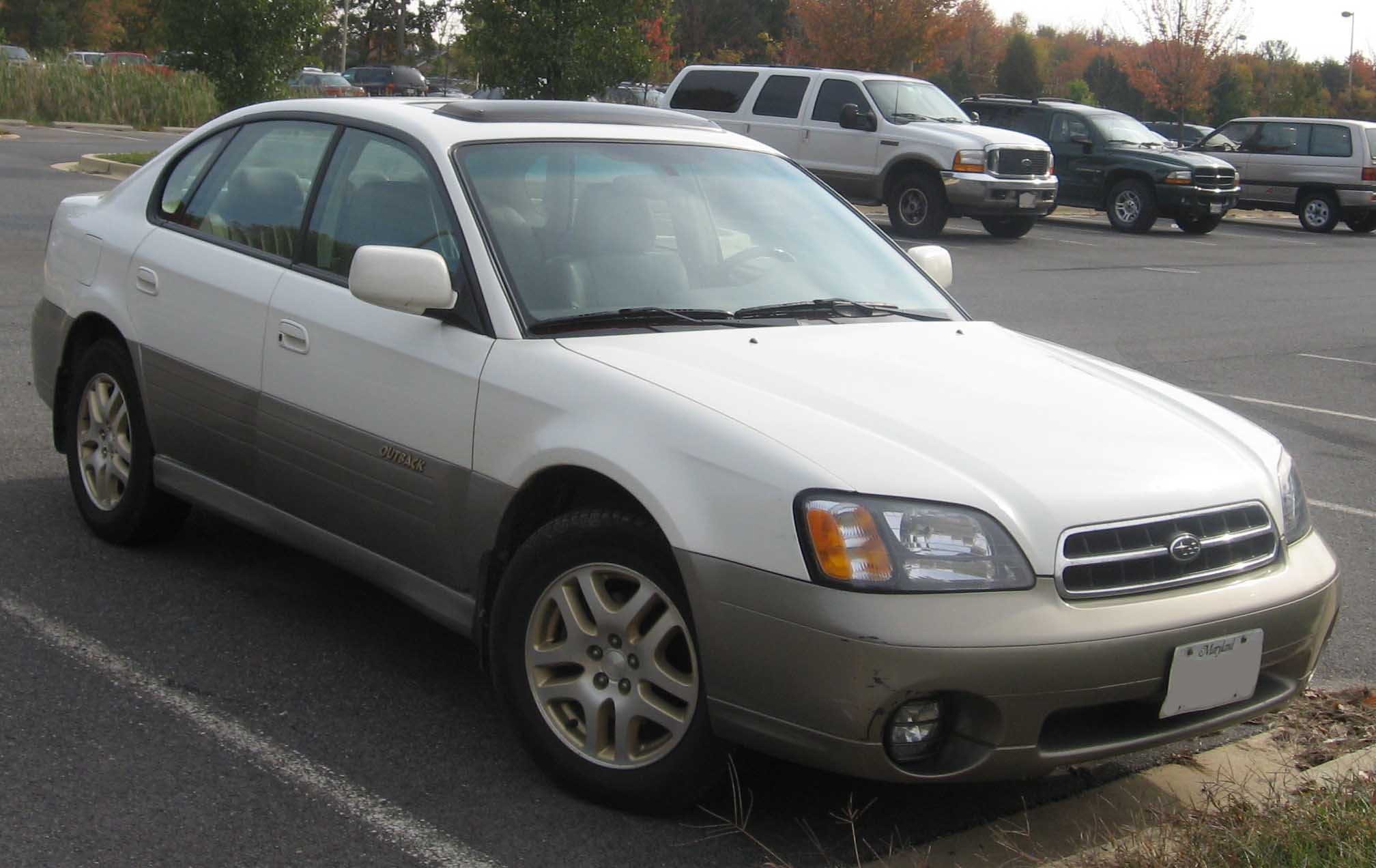
Subaru Legacy Outback Sedan (1999-2003, alleen VS)

Medio 1999 werd de tweede generatie Legacy Outback op de markt gebracht.
Aanvankelijk werd alleen een 2.5-liter viercilindermotor met 16 kleppen aangeboden, waarvan het vermogen 115 kW (156 pk) was. Eind 2000 kwam er een 3.0-liter zescilinder motor met 154 kW (209 pk) in het programma.

## Type BP (2003-2009)

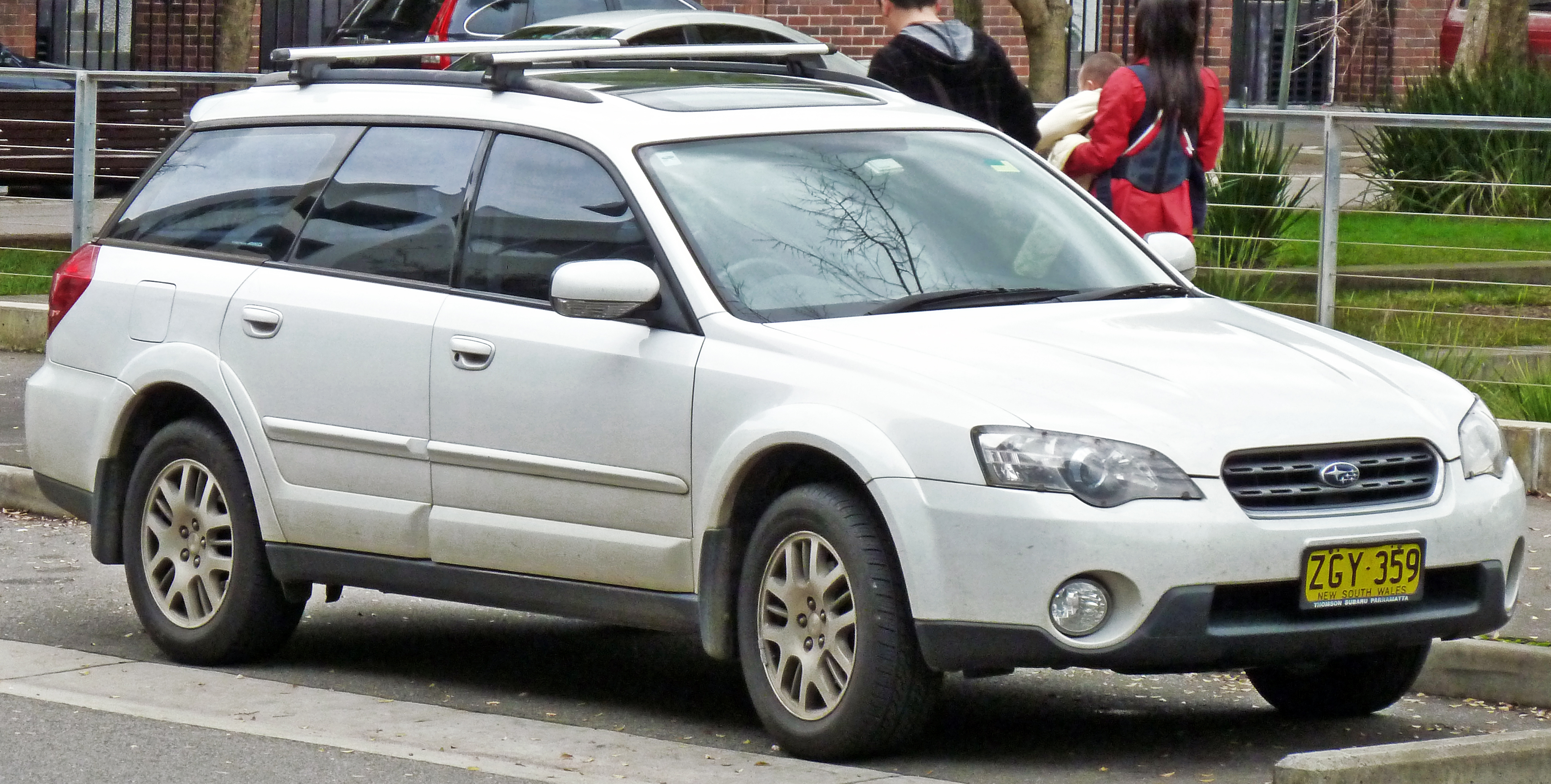
Subaru Outback stationwagen (2003-2008)
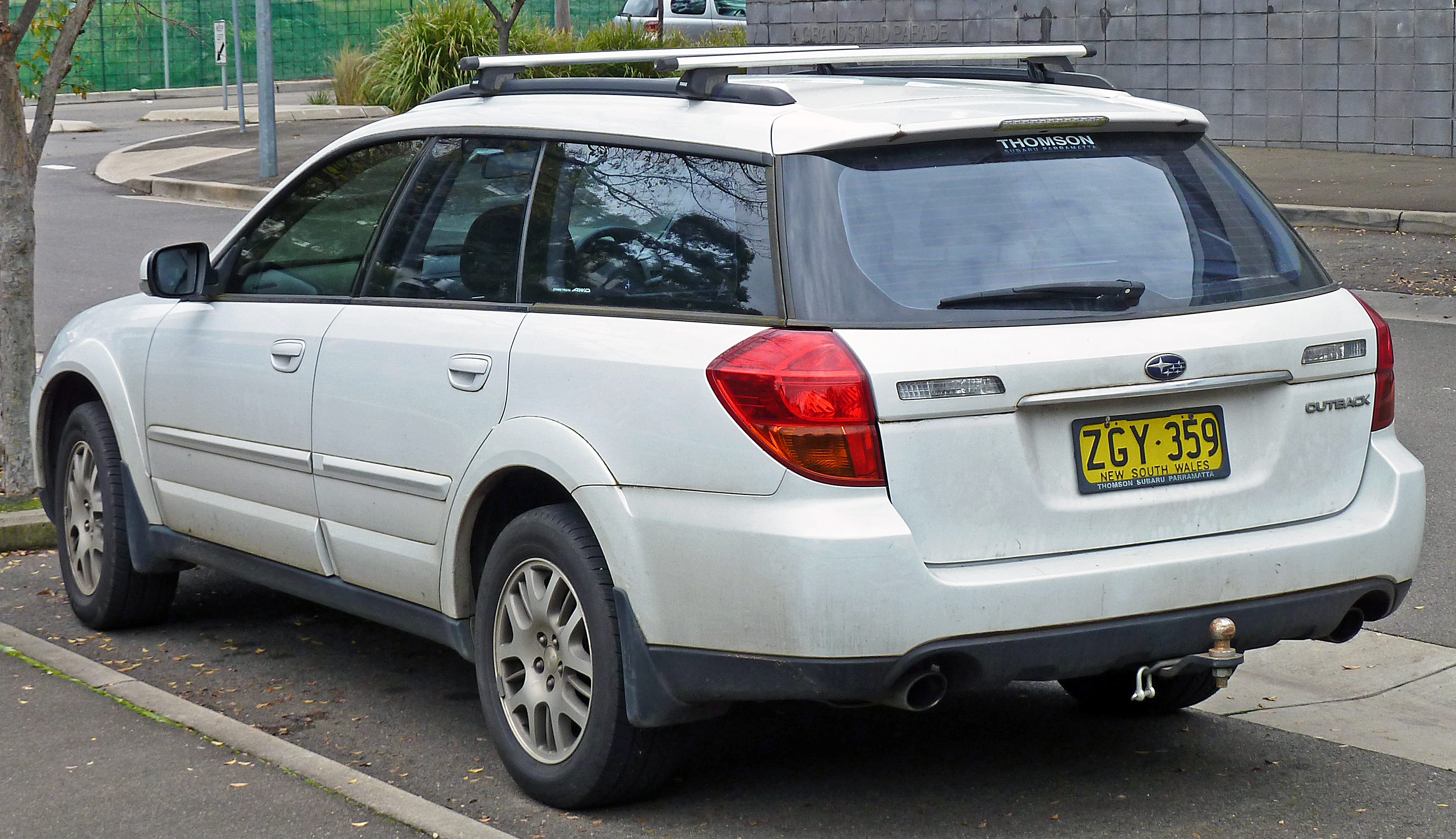
Subaru Outback stationwagen (2003-2008), achteraanzicht
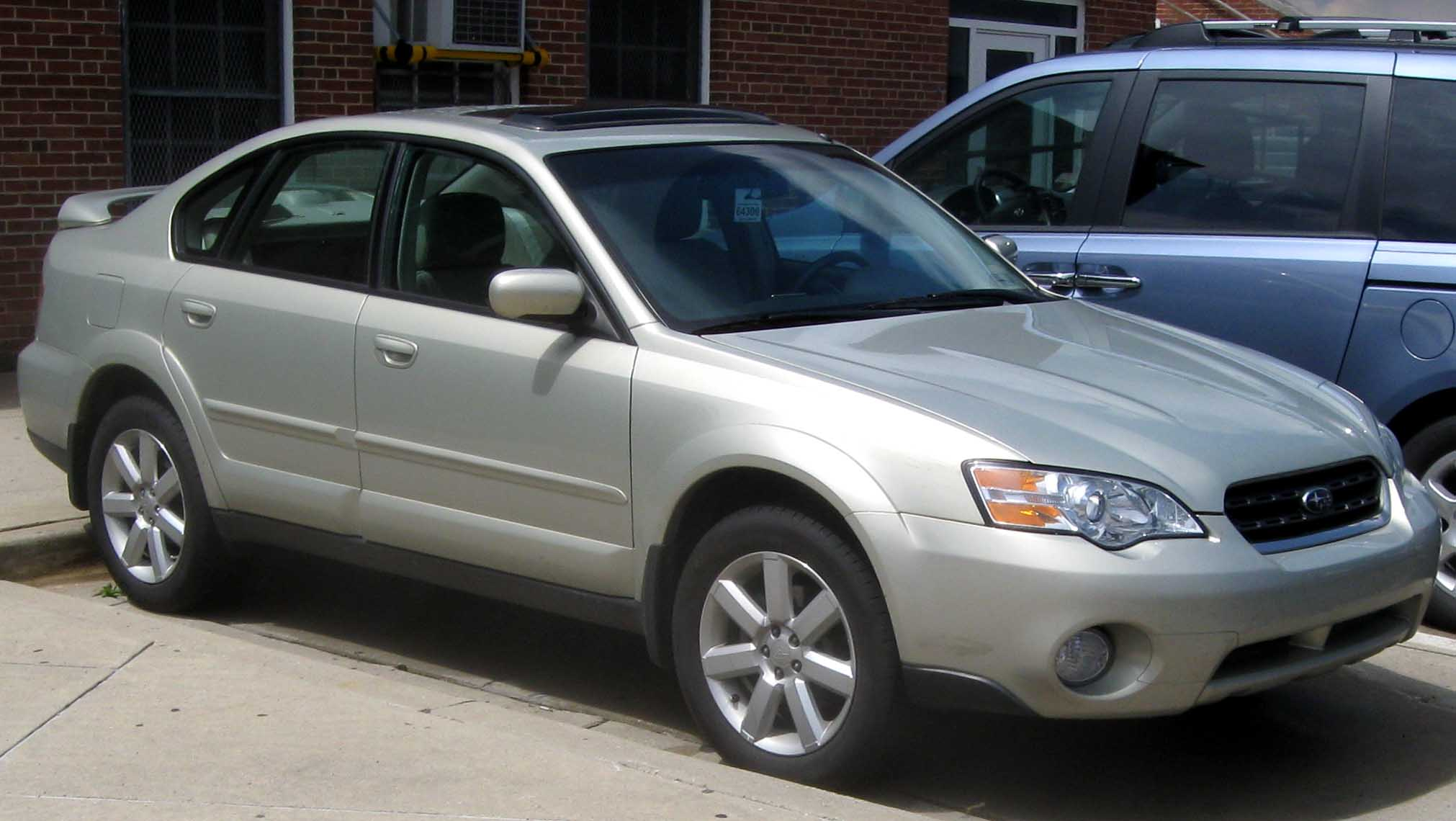
Subaru Outback sedan (2003-2008)
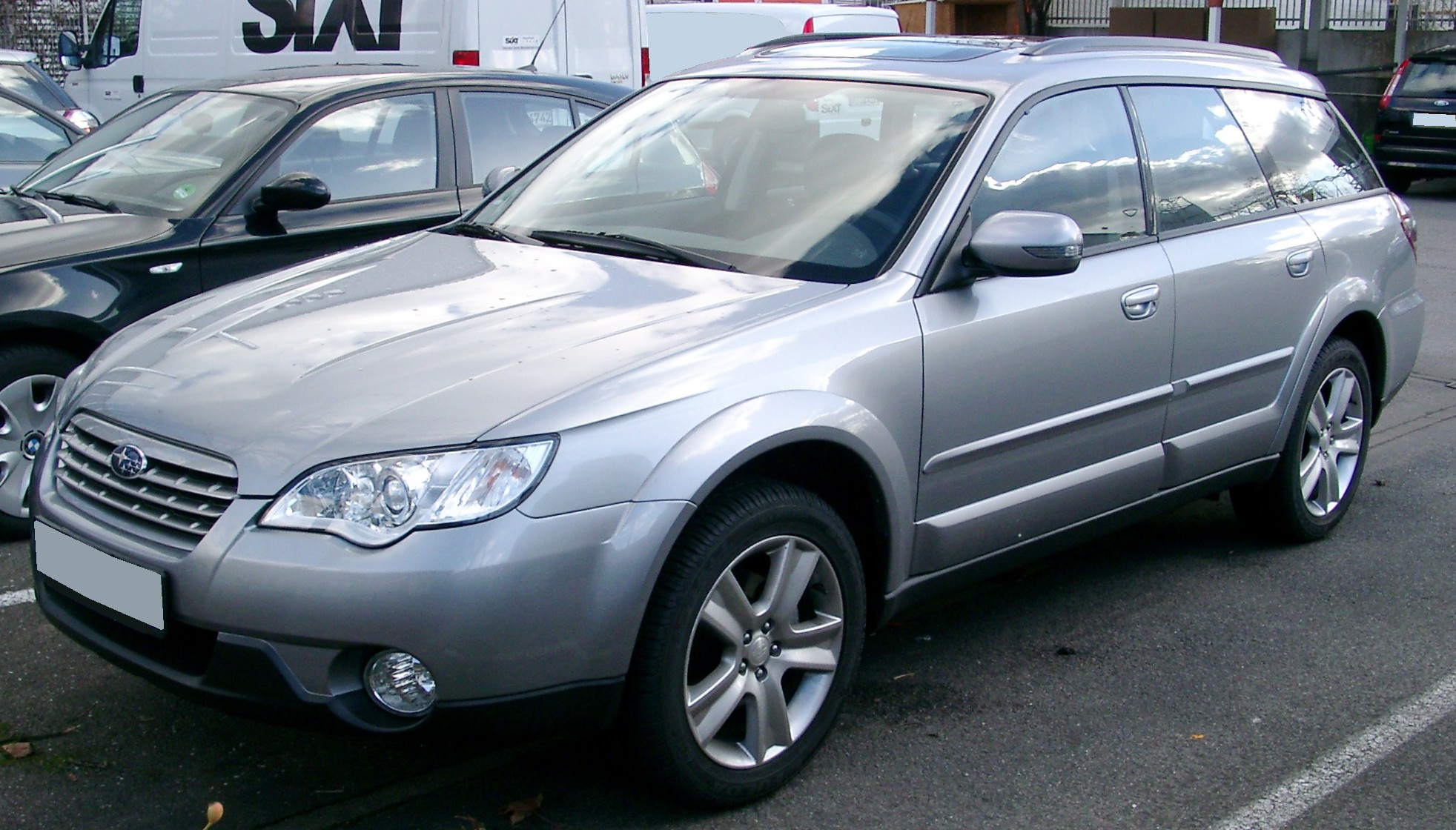
Subaru Outback stationwagen (2008-2009)
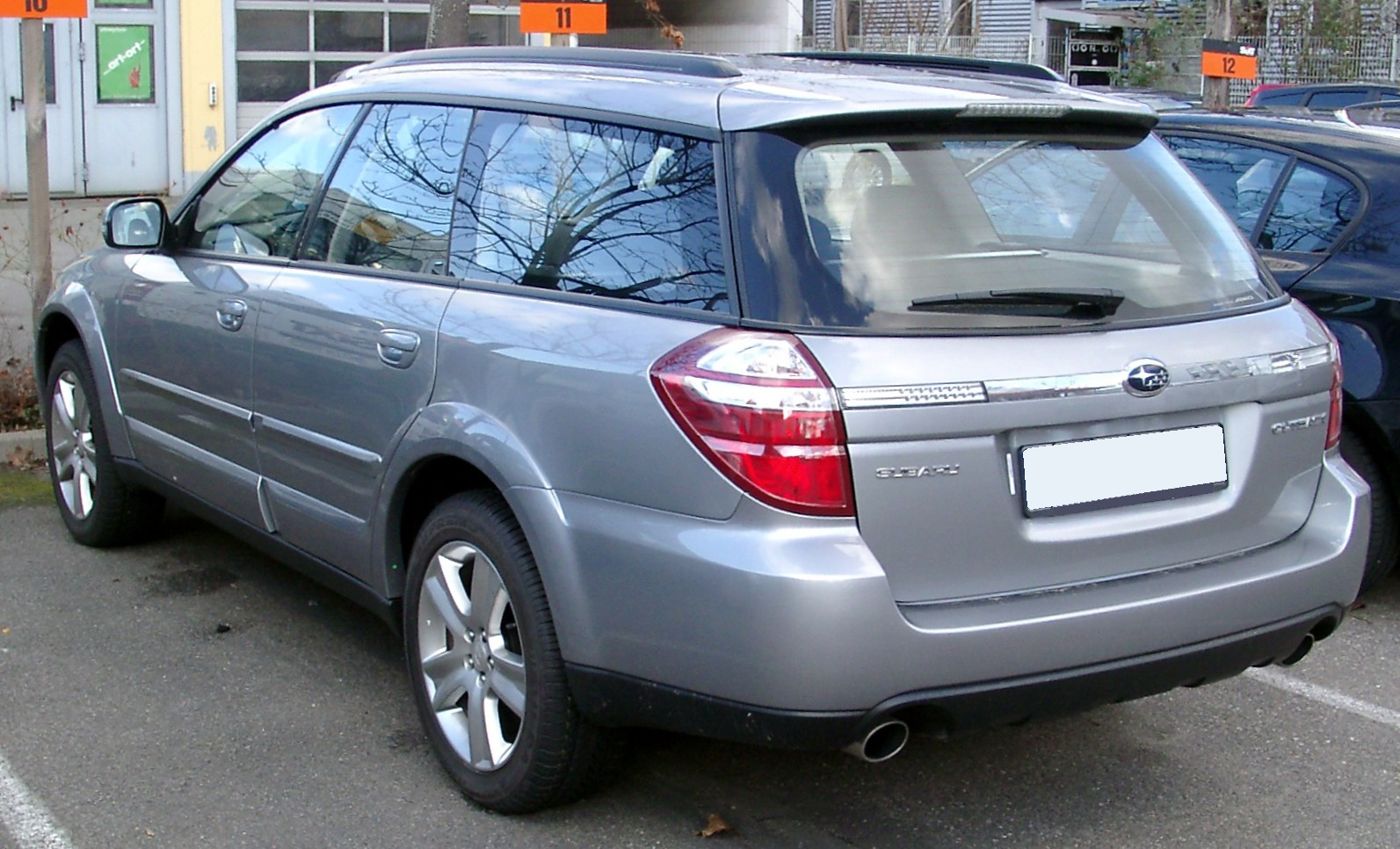
Subaru Outback stationwagen (2008-2009), achteraanzicht

In het najaar van 2003 werd een nieuwe generatie gepresenteerd, nu kortweg Outback genoemd en gebaseerd op de vierde Legacy-reeks. Sinds de naamswijziging wordt de Outback als aparte modelserie gevoerd. De 2.5-liter motor leverde 121 kW (165 pk), vanaf najaar 2007 127 kW (173 pk). Ook het vermogen van de 3-liter motor nam vanaf begin 2004 toe tot 180 kW (245 pk).
In het najaar van 2008 vond een facelift plaats. Tegelijkertijd werd ook een boxerdieselmotor aangeboden, wat tevens de eerste dieselmotor voor personenauto's ter wereld was die volgens het boxerprincipe werd gebouwd. De diesel had een cilinderinhoud van 1998 cm³ en leverde 110 kW (150 pk). Kenmerkend voor de Outback met dieselmotor is de extra luchtinlaat in de motorkap. De boxerdieselmotor won de "Engine of the Year Award 2008" en ontving de titel "All-wheel-drive innovation of the year" van de redactie van "AutoBild allrad".

## Type BR (2009-2014)

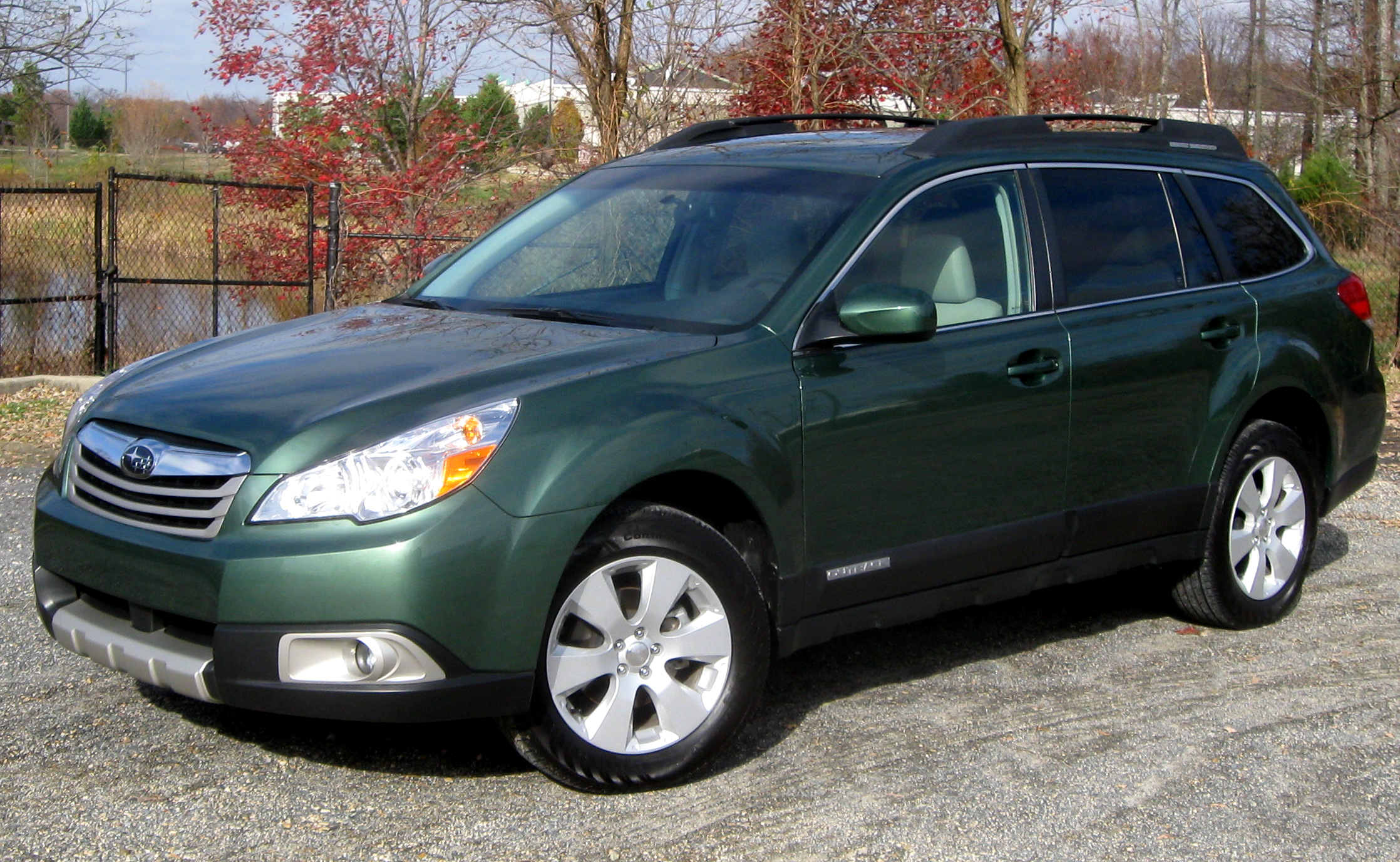
Subaru Outback (2009-2013)
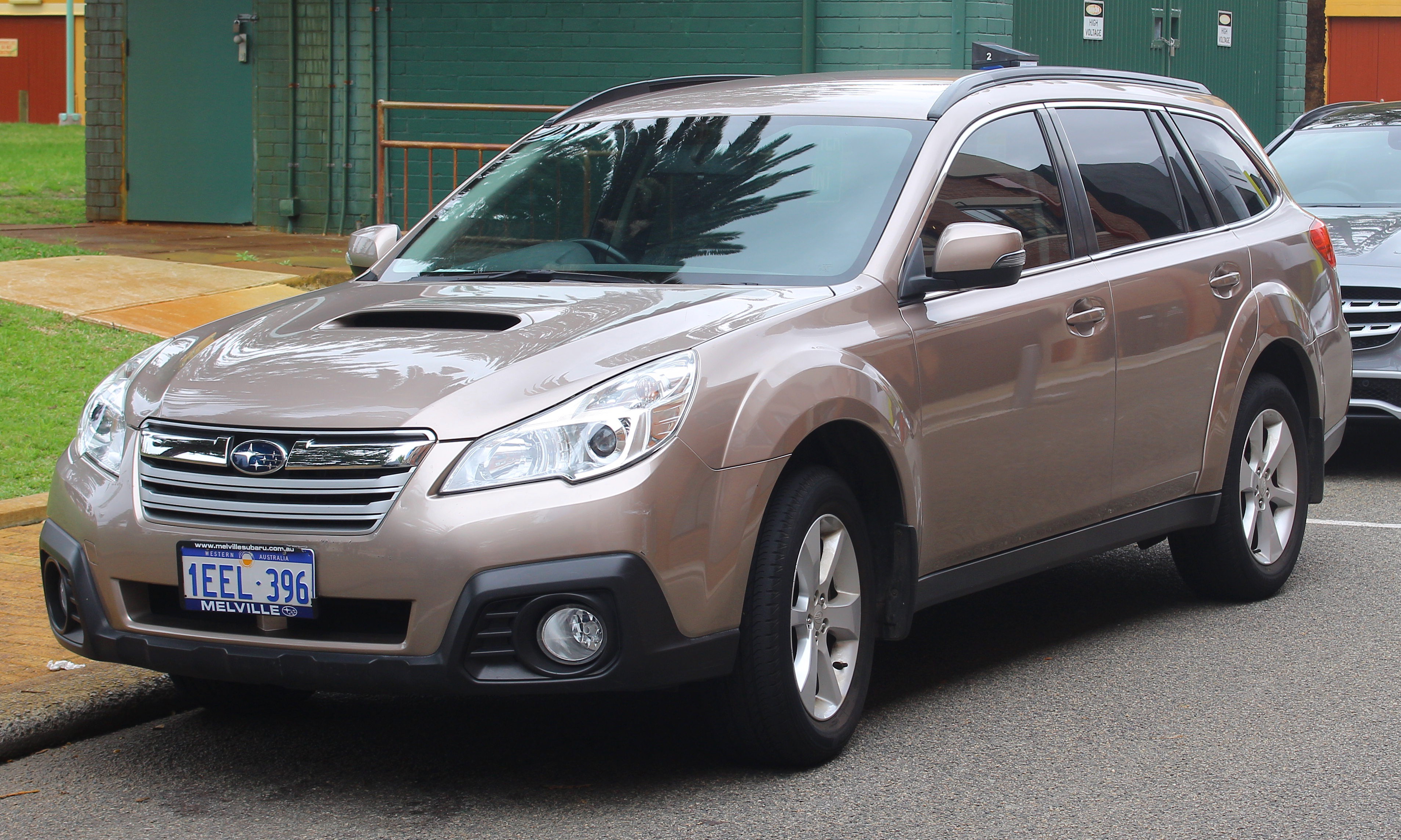
Subaru Outback (2013-2014)

In september 2009 lanceerde Subaru de vierde editie van de Outback. Deze was gebaseerd op de Legacy BM/BR. Bij de start van de verkoop waren er twee benzinemotoren en één dieselmotor beschikbaar:
- 2.5 liter viercilinder benzinemotor met 123 kW (167 pk) (vanaf juli 2009)
- 3.6-liter zescilinder benzinemotor met 191 kW (260 pk) (juli 2009-mei 2013)
- 2.0 liter viercilinder dieselmotor met 110 kW (150 pk) (vanaf mei 2013 ook verkrijgbaar met de continu variabele transmissie Lineartronic)

In mei 2013 kreeg de Outback een facelift. Sindsdien werd de 2.5-liter benzinemotor alleen aangeboden met de continu variabele transmissie. De zescilinder benzinemotor werd uit het assortiment gehaald.

## Type BS (2015-2021)

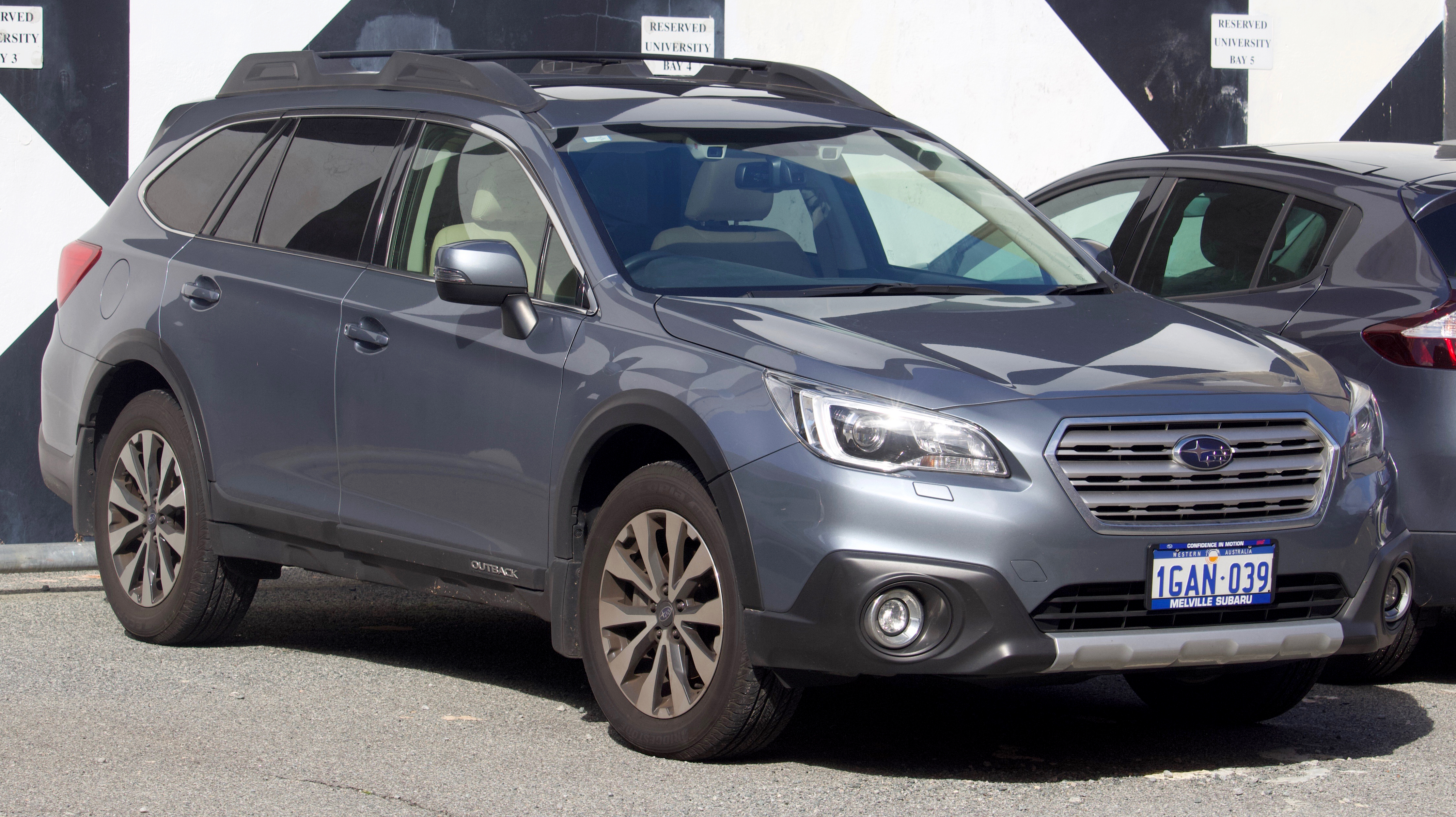
Subaru Outback (2015-2018)
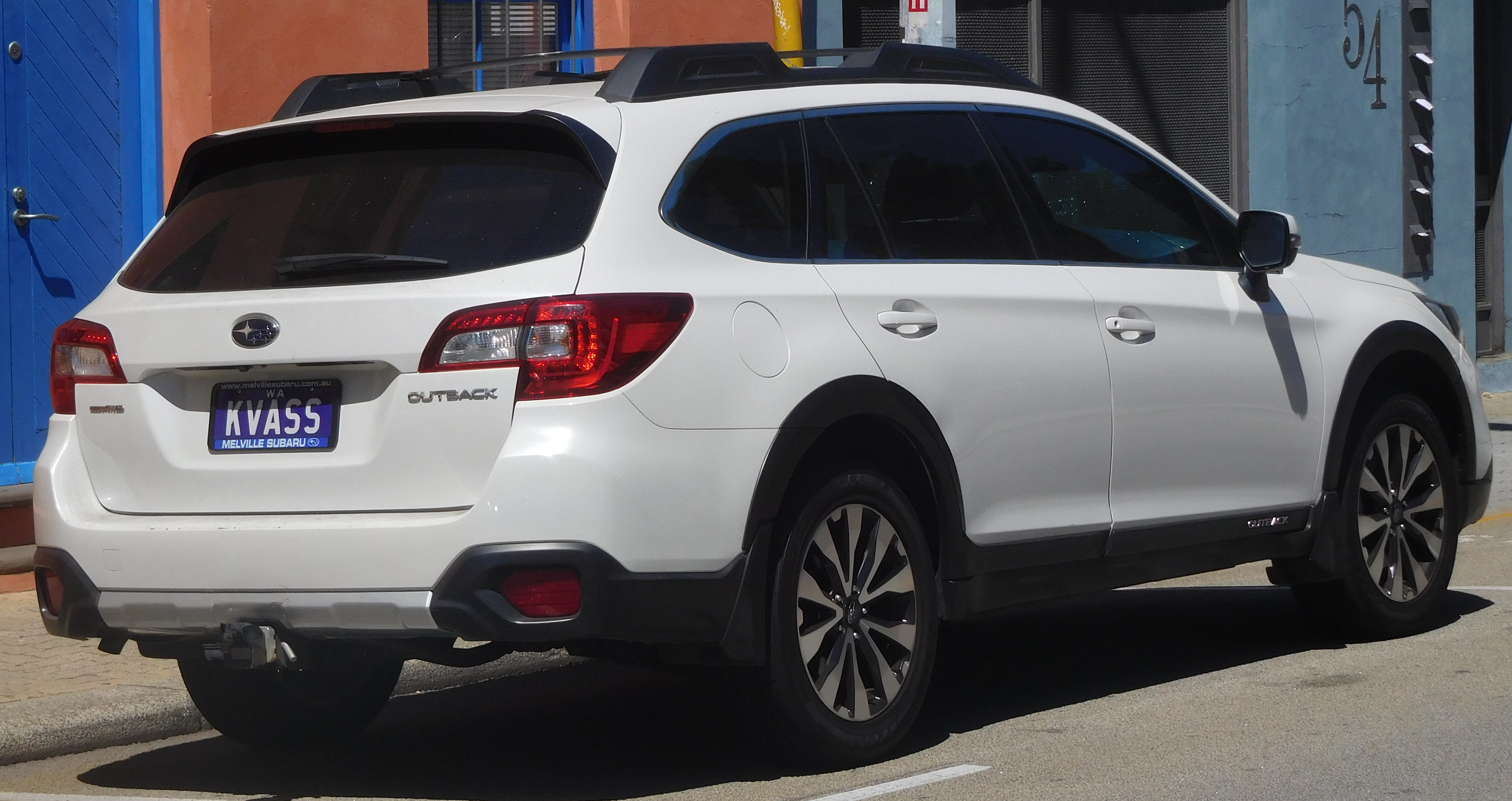
Subaru Outback (2015-2018), achteraanzicht
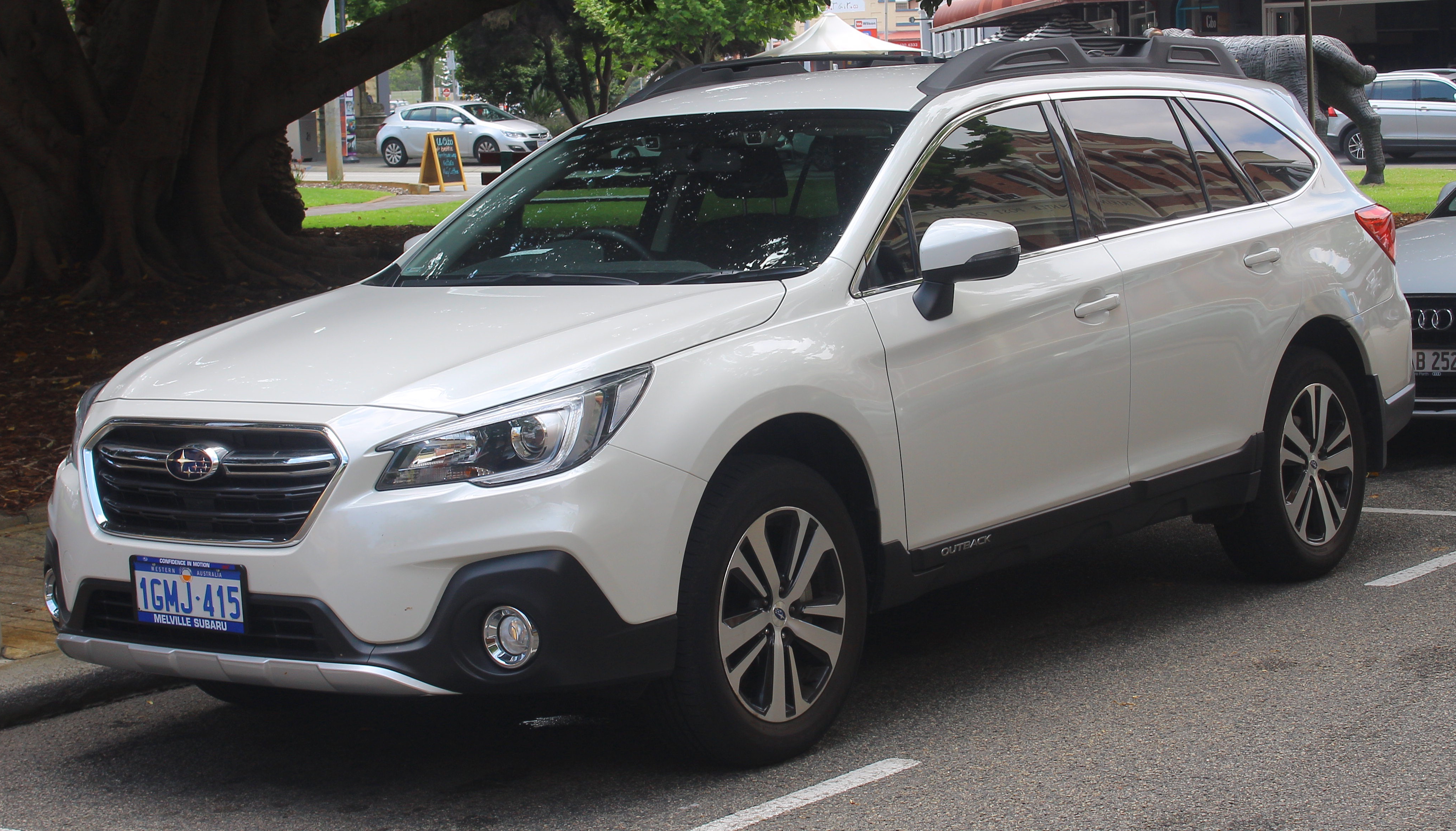
Subaru Outback (2018-2021)
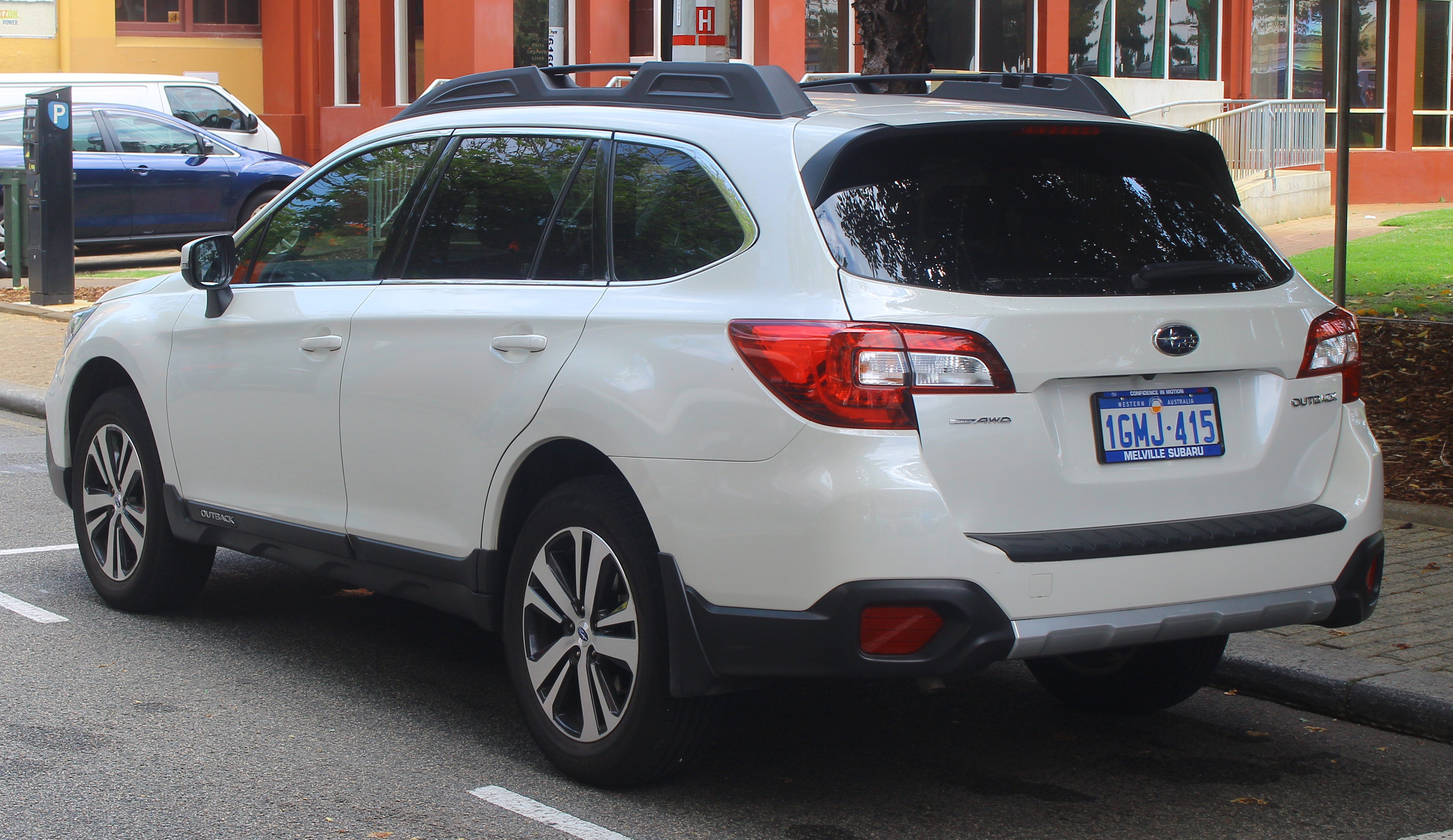
Subaru Outback (2018-2021), achteraanzicht

De verkoop van de vijfde generatie van de Outback begon in 2015, deze was wederom gebaseerd op de gelijktijdig vernieuwde Legacy, die in Nederland niet meer wordt aangeboden.
De twee beschikbare motoren waren een 2.5 liter viercilinder benzinemotor met 129 kW (175 pk) en een 2.0 liter viercilinder dieselmotor met 110 kW (150 pk). Net als bij de vierde Outback-generatie is de benzinemotor alleen leverbaar in combinatie met de continu variabele automatische transmissie, terwijl de dieselmotor optioneel verkrijgbaar is met een 6-versnellingsbak
Begin 2018 kreeg de Outback een facelift. De dieselmotor wordt sindsdien niet meer aangeboden.

## Type BT (sinds 2019)

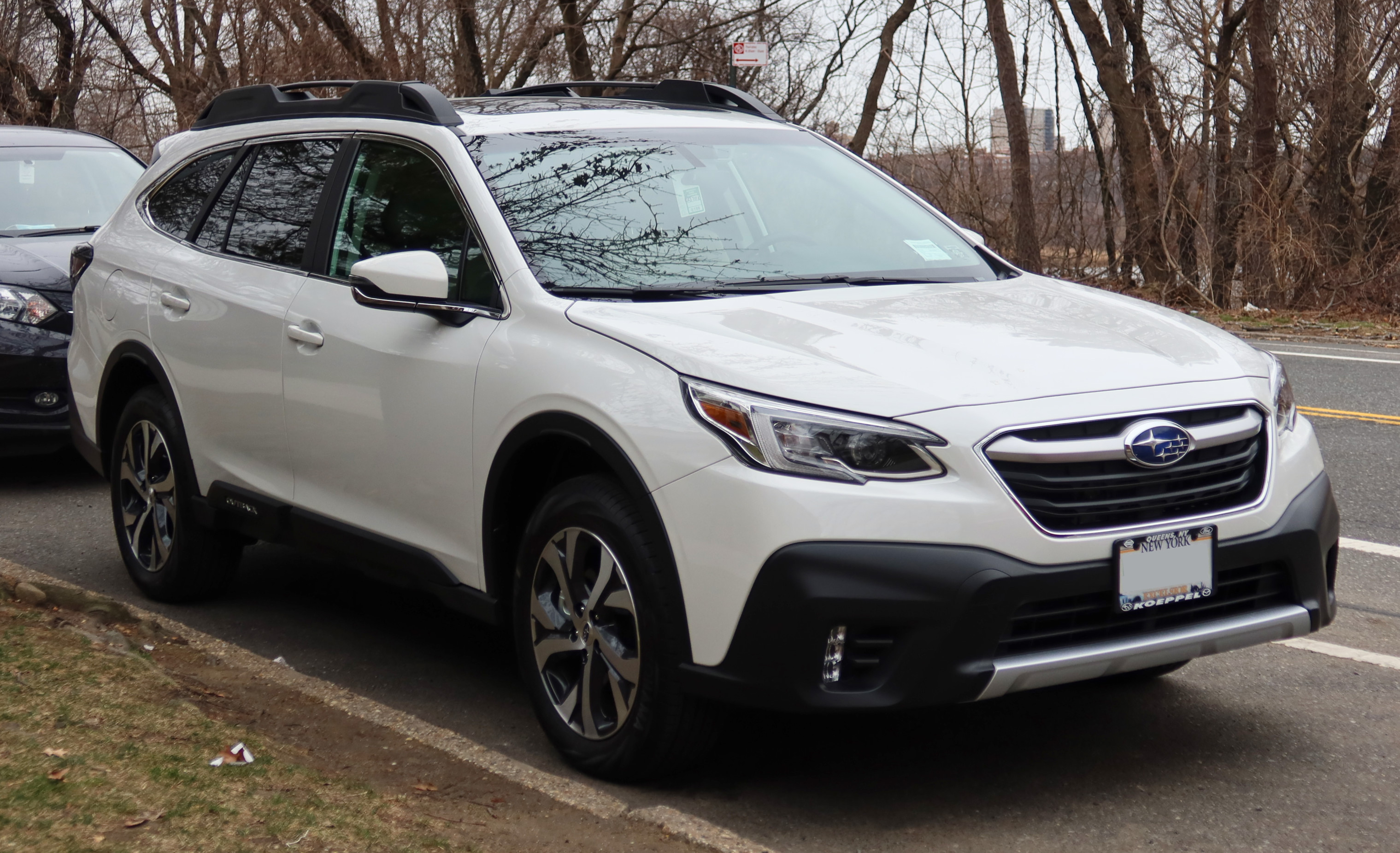
Subaru Outback (sinds 2019)
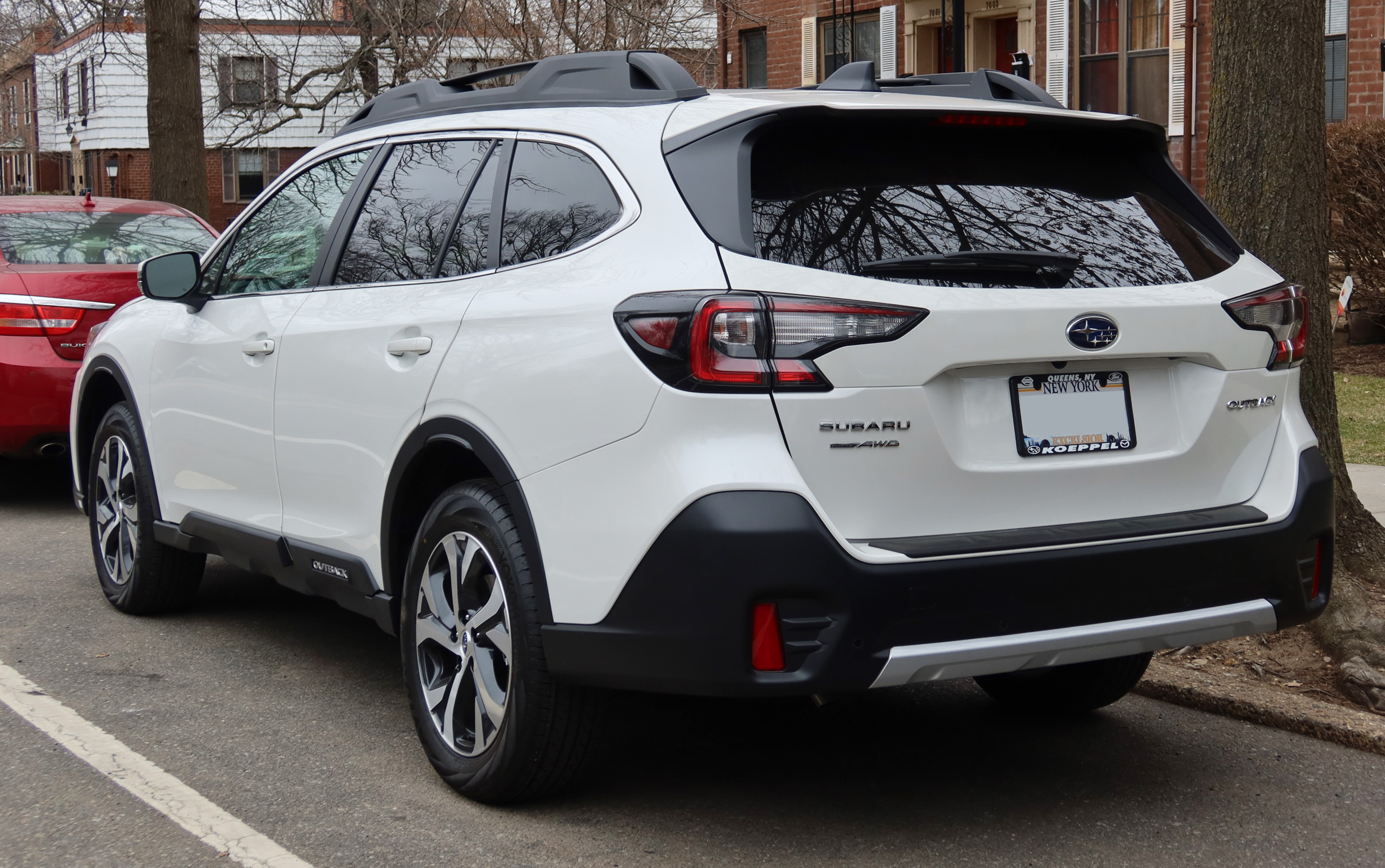
Subaru Outback (sinds 2019), achteraanzicht

Subaru presenteerde een nieuwe generatie van de Outback in april 2019 op de New York International Auto Show. De stationwagen ging medio 2019 in de VS in de verkoop en is wederom gebaseerd op de kort daarvoor gepresenteerde Legacy die alleen beschikbaar is in Noord-Amerika. De marktintroductie in Europa vond pas in mei 2021 plaats.
Voor de Outback zijn twee motoren beschikbaar: een atmosferische 2.5-liter boxermotor met een vermogen van 124 kW (169 pk) in Europa, in Noord-Amerika levert de motor 136 kW (185 pk) en daar is ook een 2.4-liter turbomotor verkrijgbaar met een vermogen van 194 kW (264 pk).
In productie:
Impreza ·
WRX STi ·
XV · 
Forester ·
Levorg ·
Legacy ·
Outback ·
BRZ

Niet meer geproduceerd:
360 · 
Sambar · 
R-2 · 
Rex (Mini Jumbo) ·
Vivio ·
Exiga ·
Justy/G3X Justy ·
1000 ·
Traviq ·
Baja ·
E-wagon (Libero) · 
1500 ·
Leone · 
Trezia · 
XT · 
SVX ·
Tribeca

Conceptauto's:
Viziv ·
B5-TPH ·
Hybrid Tourer ·
B11S